# Ahmad Hasan Ali Mahmud Ahmad
Ahmad Hasan Ali Mahmud Ahmad (in arabo أحمد حسن علي محمود أحمد‎?; 1º novembre 1997) è un lottatore egiziano, specializzato nella lotta greco-romana.

## Biografia
Ha rappresentato l'egitto ai Giochi olimpici giovanili di Nanchino 2014, dove si è aggiudicato la medaglia di bronzo nella categoria lotta libera -85 chilogrammi, concludendo alle spalle del russo Mark Bemalian e del bulgaro Kiril Milov. Lo stesso anno ha vinto la medaglia d'argento al campionato africano cadetti e l'oro al campionati del mediterraneo junior.
Ai Giochi del Mediterraneo di Tarragona 2018 ha concorso nella categoria 97 chilogrammi vincendo il bronzo, dietro al francese Mélonin Noumonvi e all'algerino Adem Boudjemline. Si è laureato campione arabo a Sharm el-Sheikh 2018. Lo stesso anno ha vinto il titolo continentale agli africani di Port Harcourt aggiudicandosi il torneo dei -82 chilogrammi, sconfiggendo Abdelkrim Ouakali.
Ai campionati africani di Port Harcourt ha vinto l'oro nella categoria 82 chilogrammi.

## Palmarès
- Campionati africani

Port Harcourt 2018: oro nei -82 kg;
Hammamet 2019: oro nei -82 kg;
- Giochi del Mediterraneo

Tarragona 2018: bronzo nei -97 kg;
- Campionati arabi

Sharm el-Sheikh 2018: oro nei -82
- Giochi olimpici giovanili

Nanchino 2014: bronzo nei -85 kg.